# Ali de Eretna
Ala al-Din Ali (enero de 1353-agosto de 1380) fue el tercer sultán del beylicato de Eretna, gobernando desde 1366 hasta su muerte. Heredó el trono a una edad muy temprana y fue apartado de los asuntos administrativos. Se le caracterizó por un marcado interés en los placeres personales, lo que posteriormente desacreditó su autoridad. Durante su mandato, los emires bajo el dominio de los Eretnidas gozaron de una considerable autonomía, y el estado continuó reduciéndose a medida que potencias vecinas capturaban varias ciudades. La capital, Kayseri, pasó temporalmente a manos de los karamánidas. El poeta y erudito Kadi Burhan al-Din se alzó al poder como el nuevo visir y envió a Ali a dirigir varias campañas, la mayoría de las cuales resultaron infructuosas. Ali falleció a causa de una peste en la región natural turca de Kazova durante una expedición para someter a Shadgeldi, el emir de Amasya.

## Trasfondo
El abuelo paterno de Ali, Eretna, fue un oficial de origen uigur que inicialmente prestó servicio al noble mongol Amir Chūpān y a su hijo Timurtash. Se trasladó a Anatolia tras el nombramiento de Timurtash como gobernador local iljánida. Con la disolución del Ilkanato, estado sucesor del Imperio Mongol, Eretna se alineó con el gobernante jalayí, Hasan Buzurg, quien finalmente lo dejó a cargo para gobernar cuando él regresó al oriente para enfrentarse a los rivales chobaníes y otros señores mongoles. En 1343, Eretna proclamó la independencia de sus dominios como sultán. Su reinado fue ampliamente descrito como próspero, y sus esfuerzos por mantener el orden le hicieron merecedor del apodo de Köse Peyghamber (tdl. ‘el profeta sin barba’). Eretna falleció en 1352.
El hijo de Eretna y padre de Ali, Ghiyath al-Din Muhammad I, fue entronizado a una edad temprana y tuvo dificultades para mantener la autoridad sobre el estado fundado por su padre. Aunque inicialmente fue preferido sobre su hermano mayor Jafar, Muhammad fue depuesto por sus emires poco tiempo después de asumir el poder y fue sustituido por Jafar. Tras un período de exilio, regresó, recuperó su dominio y acabó con la vida de su hermano. Durante su reinado, se enfrentó a diversas rebeliones y perdió territorios frente a señores turcomanos locales, los Dulkadiríes y los otomanos. Luego de sofocar la revuelta de su antiguo visir, Khoja Ali Shah, regresó a la capital, Kayseri, donde sus emires lo asesinaron.

## Vida
Ali nació en enero de 1353. Fue educado por Abdulmuhsin de Kayseri, un renombrado erudito islámico de aquella época. Fue coronado a los 13 años, tras el asesinato de su padre, Ghiyath al-Din Muhammad I. Tras la muerte de Muhammad, los emires locales se apoderaron de gran parte de la región, con el hijo del antiguo visir Khoja Ali Shah, Hajji Ibrahim, en Sivas, Sheikh Najib en Tokat y Hajji Shadgeldi Pasha en Amasya. Los karamánidas invadieron Niğde y Aksaray, y las tribus mongolas locales comenzaron a perturbar el orden público. Ala al-Din Ali era conocido por dedicarse exclusivamente a los placeres y carecía de las habilidades necesarias para consolidar su autoridad. Estaba enamorado de un joven mongol y consumía alcohol regularmente, lo que provocaba que fuese ampliamente despreciado en asuntos políticos.
En 1375, cuando Ali se encontraba en medio de un banquete en su baño turco en Kayseri, los karamánidas capturaron la ciudad con la ayuda de las tribus mongolas de Samargar y Chaykazan, lo que obligó a Ali a huir hacia Sivas o Hafik. El juez local, Kadi Burhan al-Din, intentó rechazar a los karamánidas con la esperanza de adjudicarse Kayseri para sí mismo, pero no tuvo éxito, y fue arrestado cuando Ali descubrió sus verdaderas intenciones. Además, los Dulkadiríes se apoderaron del distrito de Pınarbaşı. El emir de Sivas, Hajji Ibrahim, quien había forjado una alianza con el líder de Samargar, Hizir Beg, rescató a Burhan al-Din y, en su lugar, encarceló a Ali. Hajji Ibrahim nombró posteriormente a Hizir Beg gobernador de Kayseri y mantuvo a Ali aislado en Sivas. Aunque Ali fue liberado por un breve período, fue encarcelado nuevamente por Hajji Mukbil, el mameluco del recientemente fallecido Hajji Ibrahim. Ali fue liberado por Burhan al-Din en 1378. En junio de ese mismo año, Burhan al-Din fue designado visir por los emires para evitar una posible revuelta de campesinos descontentos por la incompetencia de Ali.
Kadi Burhan al-Din envió posteriormente a Ali a dirigir varias campañas militares. Una de ellas tuvo como objetivo someter a Hajji Shadgeldi de Amasya, rival de Burhan al-Din, pero resultó infructuosa y fortaleció aún más la influencia de Shadgeldi en la región. Otra expedición se centró en recuperar Niğde, aunque los esfuerzos fueron en gran medida vanos, salvo la toma de Karahisar. Tras asaltar a los turcomanos cerca de Niğde en 1379, Ali aprovechó la muerte de Pir Husayn Beg, el emir de Erzincan, para lanzar una campaña destinada a recapturar la ciudad, la cual también fracasó. Ala al-Din Ali falleció en Kazova  en agosto de 1380 a causa de una peste, en medio de otro intento por derrotar a Shadgeldi. Su cuerpo fue trasladado a Tokat y posteriormente a Kayseri, siendo sepultado en la Köşkmedrese junto a su padre y su abuelo.

## Familia
El único hijo conocido de Ali fue Muhammad II Chelebi, quien tenía 7 años cuando su padre falleció. El estado quedó bajo el control de un regente debido a la minoría de edad del heredero. Emires como Shadgeldi y Kadi Burhan al-Din se enfrentaron para asumir la regencia;  este último resultó victorioso. Inicialmente, Burhan al-Din mantuvo a Muhammad II Chelebi a su lado en el diván, aunque en enero de 1381 dejó de involucrarlo en tales asuntos. El destino de Muhammad no se conoce con precisión; historiadores del siglo XIV-XV, Ibn Jaldún e Ibn Hajar al-Asqalani, sostuvieron que Kadi Burhan al-Din lo asesinó.
Khuvand Islamshah Khatun fue ya sea la madre o la consorte de Ali. Aparece en los registros como una noble de considerable influencia en la corte de los Eretnidas, donde ordenó una copia de la obra histórica iljánida Tavarikh-i Jahangusha-yi Ghazani. La posibilidad de que fuese consorte de Ali se sustenta en una referencia en la que se le designa a él como la persona de mayor autoridad, o Shahzada-yi Jahan, junto a ella, Khuvandegar Khatun, y el epígrafe «que su dominio perdure y su majestad sea eterna». En el Tavarikh-i Jahangusha-yi Ghazani, además, se la describía como «la Bilqis de la época y del tiempo», «la Banu de Iran-zamin de la época», y «el orgullo de la ilustre familia (urugh) de Chingiz Khan».